# Synoicum georgianum
Synoicum georgianum är en sjöpungsart som beskrevs av Sluiter 1932. Synoicum georgianum ingår i släktet Synoicum och familjen klumpsjöpungar.
Artens utbredningsområde är Södra Ishavet. Inga underarter finns listade i Catalogue of Life.